# Mason Ewing Corporation
Mason Ewing Corporation è una holding con sede a Los Angeles (Stati Uniti) diretta e creata da Mason Ewing nel 2011. La società opera principalmente nella moda, nel cinema e nella musica, ma anche in diversi altri settori quali cosmetici e cioccolato.
L'impresa ha diverse filiali in diversi paesi come Mason Ewing Corporation (Canada), Les Entreprises Ewing (Francia) e Ewingwood (Cameroun). L'apertura del consiglio amministrativo è avvenuta nel 2017.
A metà Luglio sulla piattaforma Facebook, il direttore generale ha annunciato apertura di un'altra filiale in Cina per il 2018.
L'impresa è conosciuta per la sua moda. La linea di abbigliamento Mason Ewing comprende una linea di magliette con Braille e un marchio haute couture, entrambi riconducibili all'Espoir Pour l'Avenir.

## Storia

### Baby Madison
La società di Mason Ewing Corporation è un'impresa che persegue i valori umani, come la tolleranza e la speranza. Il suo portavoce è un neonato di 18 mesi che rappresenta tutte le etnie: Baby Madison. Un bambino universale. Il suo creatore, Mason Ewing, spiega che "un bambino non mente, non giudica, ama tutti". Questa frase comprende i valori relativi all'impresa: ognuno ha un ruolo da svolgere in questo mondo, nessuno è giudicato per quello è. Madison è presente in vari settori. Il bambino è anche al centro di molte storie brevi dove è destinato a salvare gli altri in tutto il mondo. Come le storie che narra, lo si vede in diversi abiti, pompieri, kimono, sport, chitarra e cucina ...

## Attività

### Moda
La casa di haute couture Mason Ewing è una filiale appartenente a Mason Ewing Corporation. È stata creata da Mason Ewing pochi anni prima dell'apertura della holding. I suoi padri fondatori sono Emmanuel Petit (campione del mondo di calcio nel 1998) e Olivier Lapidus (figlio della sarta Ted Lapidus). Per questo marchio, stanno preparando :
- Una linea di tee-shirt con scrittura Braille sia per i vedenti che per i non vedenti[9][10]. In un primo momento Mason Ewing, non vedente, era dispiaciuto dal fatto che le persone che condividevano la sua disabilità non fossero in grado di riconoscere i colori dell'abbigliamento che avevano scelto ed erano costretti a chiedere assistenza per vestirsi[11]. Volendo che le persone con disabilità siano autosufficienti, Mason Ewing ha creato abbigliamento Braille, t-shirt, polo, ecc ...[12] Su quell'abbigliamento, il bambino Madison può essere individuato in situazioni diverse (su uno skateboard, su una bici BMX, con una chitarra)[13]. Braille è aggiunto su abbigliamento che descrive l'attività del bambino. Il 5% di tutti i proventi viene assegnato all'associazione Sos Madison International[14].
- Una linea innovativa di alta moda è stata creata da Mason Ewing per onorare sua madre Marie, lei stessa sarta[15], stilista e artista di moda. Volti famosi come Legrain-Trapani (Miss Francia 2017) e Rebecca Ayoko (ex-spokesmodel di Yves Saint-Laurent[16]) hanno indossato queste linee di abbigliamento. Alla prima sfilata, il marchio ha scatenato la curiosità di molti. La collezione Espoir Pour l'Avenir è un successo mondiale con le sfilate in Francia (Eurosites on Georges V)[17][18], in Canada (hotel Hilton de Gatineau), Camerun (hotel Hilton di Yaoundé), a Saint Martin di Miss Caribbean) e Martinique, ...
- La collezione di biancheria intima per le donne Elisa Charnel (presentata simultaneamente con Espoir Pour l'Avenir). Tutte le lingerie sono presentate in modo diverso.

### Audiviosual
L'audiovisivo è la prima passione di Ewing Mason. La televisione è il suo modo di affrontare gli abusi che ha subito da bambino. La maggior parte dei filmati trasmettono messaggi riconducibili all'immagine della produzione: messaggi di pace, speranza, fratellanza. Ecco come la produzione rappresenta l'impresa e la sua etichetta sugli schermi.
Il filmato Descry ha ampliato l'aspetto audiovisivo. Da allora, questo polo ha creato film di animazione come Les Aventures de Madison, con il baby Madison e il suo amico Johan. Seguito dalle avventure di Pilou et Michou, uno spettacolo televisivo pensato per i bambini che raccontano la storia ordinaria degli uomini nel XVIII secolo. Pilou è un giovane uomo di 17 anni sciocco che vive con sua madre Cunégonde e sua nonna Michou.
Oltre alle animazioni mirate per i bambini, Mason Ewing Corporation produce serie TV per adolescenti. Perseguono anche temi come la famiglia, i tabù sociali e l'empowerment. E presto, Mickey Boom è uno spettacolo televisivo prodotto dalla filiale francese Eryna Bella prodotta a Los Angeles e Two Plus Three, entrambe prodotte nello stesso paese. Lo stesso messaggio viene trasmesso per gli adulti, ma con sentimenti più contrastati come nei film. Angels of the World che sarà girato negli Stati Uniti.
Fedele al suo passato, Mason Ewing ha prodotto un film chiamato Orishas, The hidden Pantheon diretto da Yann Loïc Kieffoloh, che parla di mitologia esoterica nei paesi occidentali: mitologia africana. Questo lungometraggio arriverà nelle sale di cinema entro il 2017.
Mason Ewing ha sempre valorizzato i film promettenti per trasmettere dei messaggi e coinvolgere la gente. L'umorismo è spesso usato come un'alternativa più morbida. Non tutti i film hanno la vocazione di inviare messaggi.
Nel corso del 2017 Mason Ewing Corporation produrrà la prima parte della sua trilogia che combina l'horror e la fiction Elie Grimm, The Cursed Child, che sarà girato nel 2017.

### Letteratura
Nel 2016, Mason Ewing Corporation Canada si è riunito con Lecompte-Jeunesse che pubblica racconti audio e scritti per i bambini per pubblicare i racconti (carta e audio) per i bambini.

### Mulimedia
Successivamente, il polo letterario pubblicherà a partire dal gennaio 2017 una rivista chiamata Kimy Gloss. Questa rivista farà delle recensioni sugli eventi attuali riguardanti celebrità, cosmetici e attori / modelli castings.

## Filmografia
- 2011: Descry
- 2016: Orishas : Il Pantheon nascosto
- 2017: Nomeroses
- 2017: Comme Les Autres